# Acosmetia arida
Acosmetia arida är en fjärilsart som beskrevs av Johannes 1909. Acosmetia arida ingår i släktet Acosmetia och familjen nattflyn. Inga underarter finns listade i Catalogue of Life.